# Ernst Leuninger (Theologe)
Ernst Weinand Leuninger (* 5. November 1933 in Köln-Ossendorf; † 9. Juni 2018 in Limburg an der Lahn) war ein deutscher katholischer Theologe, Hochschullehrer und Ehrendomherr.

## Leben
Ernst Leuninger war das jüngste von drei Kindern von Alois und Elisabeth Leuninger aus Mengerskirchen aus dem Westerwald, sein Bruder Herbert war ebenfalls katholischer Priester. Sein Onkel Franz Leuninger war ein christlicher Gewerkschafter und Widerstandskämpfer gegen das NS-Regime, der am 1. März 1945 im Strafgefängnis Berlin-Plötzensee erhängt wurde.
Leuninger studierte nach seinem Abitur am Gymnasium Weilburg Philosophie und Theologie an der Philosophisch-Theologischen Hochschule Sankt Georgen und der Ludwig-Maximilians-Universität München. Am 8. Dezember 1959 empfing er im Limburger Dom die Priesterweihe durch Bischof Wilhelm Kempf.
1960 ging er als Seelsorgepraktikant in die Dompfarrei Wetzlar und war anschließend Kaplan in Lorch (Mai bis Juli 1960), in Wetzlar-Niedergirmes (Juli 1960 bis Januar 1962) sowie in der Frankfurter Gemeinde St. Bernhard (Januar 1962 bis April 1966). Als Jugendpfarrer engagierte er sich in den Jahren 1966 bis 1970 in der Bezirksjugendseelsorge in Winkel. Dort war er zudem von 1968 bis 1970 Geistlicher Assistent der Caritasarbeit im Rheingaukreis.
Ab 1970 wurde Leuninger im Bischöflichen Ordinariat in Limburg an der Lahn tätig, wo er Mitglied des Geistlichen Rates und des Seelsorgeamtes war und das Referat Seelsorge (das spätere Dezernat Grundseelsorge) leitete. Zudem war er bis 1977 Direktor des Bonifatiuswerks. Von 1975 bis 1979 war er Mitglied der Personalkammer im Bischöflichen Ordinariat Limburg, bevor er von 1979 bis 1998 als Dezernent die Erwachsenenarbeit im Bistum betreute, wo er unter anderem das Programm „Theologie im Fernkurs“ aufbaute. Seit 1977 war Leuninger zudem als Synodalprüfer aktiv. Von 1982 bis 2004 war er als Diözesanpräses in der Büchereiarbeit im Bistum tätig.
Leuninger wurde 1980 zum Doktor der Theologie promoviert; 1985 habilitierte er sich und erhielt die venia legendi für das Fach Christliche Gesellschaftslehre. Von 1987 bis 1997 lehrte er als Honorarprofessor für christliche Gesellschaftslehre und Erwachsenenbildung an der Philosophisch-Theologischen Hochschule in Vallendar. 1999 erfolgte die Berufung auf die Professor für Pastoraltheologie und christliche Gesellschaftslehre an der Philosophisch-Theologischen Hochschule in Vallendar, die er bis zu seinem 68. Lebensjahr im Jahre 2001 innehatte. Leuninger hat zahlreiche wissenschaftliche Publikationen, insbesondere pastorale Arbeitshilfen, veröffentlicht.
Anschließend war er von 1998 bis 2004 Diözesanpräses im Diözesanverband Limburg der Katholischen Arbeitnehmer-Bewegung (KAB). Seit Juli 1998 war Leuninger Ordinariatsrat im Ruhestand, war aber weiterhin im Bistum Limburg tätig als Rector ecclesiae der Wallfahrtskirche Nothgottes (1984 bis 1999). Als Beauftragter des Bischofs in der Bosnienhilfe der Diözese (1997 bis 2007) engagierte er sich für den Wiederaufbau von Häusern und Kirchen und war Organisator der Spendenprojekte „Schafe für Bosnien“ und „Kühe für den Kosovo“.

## Ehrungen und Auszeichnungen
- 1998 – Walter-und-Marianne-Dirks-Preis; gemeinsam mit seinem Bruder Herbert Leuninger
- 1999 – Ehrenkanonikus des Metropolitankapitels im Erzbistum Vrhbosna (Sarajevo)
- 2000 – Ehrendomherrn des Limburger Domkapitels
- 2010 – Bundesverdienstkreuz am Bande des Verdienstordens der Bundesrepublik Deutschland

## Schriften
- Die missionarische Pfarrei. Theologische Forderung und pastorale Notwendigkeit, Lahn-Verlag 1983, ISBN 3784010385
- Wir sind das Volk Gottes. Demokratisierung der Kirche, Verlag J. Knecht 1992, ISBN 3782006410
- Die Entwicklung der Gemeindeleitung: Von den biblischen Ursprüngen bis zum Ausgang des Mittelalters mit Perspektiven für heute, EOS Verlag 1996, ISBN 3880967997
- Einführung in die Katholische Soziallehre: Ein Arbeitsbuch für das Gruppen- und Selbststudium , LIT 2009, ISBN 3643100507